# Orden de la Unidad
La Orden de la Unidad es la máxima condecoración de Yemen. Con su nombre conmemora la unificación yemení.
Se divide en tres grados:
- Emblema de la República: antiguamente era la más alta condecoración de Yemen del Norte, pues había sido establecida en los '70, cuando todo el sistema de honores del país fue renovado tras la ruptura de la alianza con Egipto,[2] actualmente se compone de collar, placa, miniatura, roseta, pasador y medalla[3] y se utiliza para condecorar gobernantes como Ali Abdullah Saleh (1982),[4] Fidel Castro (2000),[5] Émile Lahoud (2002)[6] y Hamad bin Isa Al Jalifa (2010);[7]
- Emblema de la Unidad: se compone de collar, placa, miniatura, roseta, pasador y medalla[8] y lo reciben otros dignatarios como el Secretario General de la ONU Ban Ki-moon;[9]
- Medalla de la Unidad: se compone de banda, placa, miniatura y roseta[10] y se entrega a otros beneméritos, como Abdullah al-Mazrouei, embajador de EAU en Yemen.[11]